# Manuel Echevarría
Manuel Abelardo Echevarría García (Villaviciosa, Asturias, España, 27 de marzo de 1945) es un exfutbolista y entrenador español que jugaba como defensa.

## Clubes

### Como jugador
| Club                   | País   | Año       |
| ---------------------- | ------ | --------- |
| Real Sporting de Gijón | España | 1965-1973 |
| C. A. Osasuna          | España | 1973-1975 |

### Como entrenador
| Club                         | País   | Año  |
| ---------------------------- | ------ | ---- |
| Real Avilés Industrial C. F. | España | 1997 |